# Echeandia williamsii
Echeandia williamsii är en sparrisväxtart som beskrevs av Robert William Cruden. Echeandia williamsii ingår i släktet Echeandia och familjen sparrisväxter. Inga underarter finns listade i Catalogue of Life.